# Lego Modular Buildings
Lego Modular Buildings er en produktlinje produceret af den danske legetøjskoncern LEGO, der blev introduceret i 2007. Den blev lanceret som svar på feedback og forslag fra voksne Lego-fans (såkaldte Adult Fans of Lego eller AFOL's) og teenagere. Sættende fremstillet til mere erfarne byggere med mere end 2.000 klodser i hvert sæt og mere avancerede og uortodokse byggeteknikker, som ikke tidligere har været anvendt i almindelige sæt. Til forskel fra de fleste andre Lego-sæt, som er rettet mod børn og teenagere, er Modular Buildings målrettet personer på 16 år og derover. Temaet er blevet positivt modtaget, og bliver af både Lego fans og designere betragtet som "legetøj for voksne".

## Sæt
| Nummer | Navn                   | Navn på dansk             | Udgivelsesår |
| ------ | ---------------------- | ------------------------- | ------------ |
| 10182  | Café Corner            |                           | 2007         |
| 10190  | Market Street          |                           | 2007         |
| 10185  | Green Grocer           |                           | 2008         |
| 10197  | Fire Brigade           | Brandvæsen                | 2009         |
| 10211  | Grand Emporium         | Stormagasin               | 2010         |
| 10218  | Pet Shop               | Dyrehandel                | 2011         |
| 10224  | Town Hall              | Rådhus                    | 2012         |
| 10232  | Palace Cinema          | Paladsbiograf             | 2013         |
| 10243  | Parisian Restaurant    | Parisisk restaurant       | 2014         |
| 10246  | Detective's Office     | Detektivens kontor        | 2015         |
| 10251  | Brick Bank             | Klodsbank                 | 2016         |
| 10255  | Assembly Square        | Butiksgade                | 2017         |
| 10260  | Downtown Diner         | Midtbyens café            | 2018         |
| 10264  | Corner Garage          | Hjørneværksted            | 2019         |
| 10270  | Bookshop               | Boghandel                 | 2020         |
| 10278  | Police Station         | Politistation             | 2021         |
| 10297  | Boutique Hotel         | Hyggeligt hotel           | 2022         |
| 10312  | Jazz club              | Jazzklub                  | 2023         |
| 10326  | Natural History Museum | Naturhistorisk museum     | 2023         |
| 10350  | Tudor Corner           | Hjørnebygning i tudorstil | 2025         |

Relaterede sæt
| Nummer | Navn                  | Udgivelsesår |
| ------ | --------------------- | ------------ |
| 10230  | Mini Modulars         | 2014         |
| 70620  | Ninjago City          | 2017         |
| 70657  | Ninjago City Docks    | 2018         |
| 71741  | NINJAGO® City Gardens | 2021         |